# Casus Luciferi
Casus Luciferi drugi je studijski album švedskog black metal-sastava Watain. Album je u studenom 2003. godine objavila diskografska kuća Drakkar Productions. Album je također u ograničenoj vinilnoj inačici objavila diskografska kuća Norma Evangelium Diaboli te ga je 2004. godine na kazeti 2004. objavio izdavač Mirgilus Siculorum. Album je bio remasteriran i ponovno objavljen u listopadu 2008. zajedno s bonus pjesmom - koncertnom obradom Vonove pjesme "Watain" po kojoj je sastav i nazvan.

## Popis pjesama
Sve je pjesme skladao Watain. Sve je tekstove napisao Watain, osim gdje je označeno drugačije.
| 1.    | »Devil's Blood«                   |                              | 5:49 |
| 2.    | »Black Salvation«                 |                              | 6:45 |
| 3.    | »Opus Dei (The Morbid Angel)«     | Tore Stjerna                 | 5:33 |
| 4.    | »Puzzles ov Flesh«                | MkM (iz sastava Antaeus)     | 5:39 |
| 5.    | »I Am the Earth«                  |                              | 6:00 |
| 6.    | »The Golden Horns of Darash«      | Scorn (iz sastava Katharsis) | 5:41 |
| 7.    | »From the Pulpits of Abomination« |                              | 6:34 |
| 8.    | »Casus Luciferi«                  |                              | 8:32 |
| 50:33 |                                   |                              |      |

## Recenzije
Prema Eduardu Rivadavii, jednome od glazbenih kritičara sa stranice Allmusic, "karijera švedskog sastava Watain napravila je značajan korak naprijed objavom njegovog drugog albuma Casus Luciferi 2003. godine; on je kristalizirao zvuk koji će u kombinaciji s pouzdano razornim koncertnim ritualima uzdignuti sastav na vrh globalne black metal hrpe kostiju". Također je izjavio da je ovim albumom Watain "zamijenio norveške uzore koji su karakterizirali prijašnji rad sastava s nimalo manje paklenom shemom koju su nekoliko godina ranije nacrtali iskonski švedski očevi [black metala] kao što su Dissection, Marduk i Dark Funeral." Rivadavia završava svoju recenziju govoreći da bi "bilo bezumno ne obazreti se ni na koju pjesmu s Casus Luciferija jer se dosljedna kvaliteta održava kroz ovaj cjelokupni glazbeni grimorij koji odiše snagom, veličanstvenošću i dičnim uništenjem u ime black metala te svjedoči o Watainovom zasluženom usponu nakon njegove objave."

## Zasluge
| Watain - E. – vokali, bas-gitara - P. – gitara - H. – bubnjevi, udaraljke | Ostalo osoblje - Tore Stjerna – produkcija, snimanje, inženjer zvuka, miksanje, mastering |